# Harrie Geelen

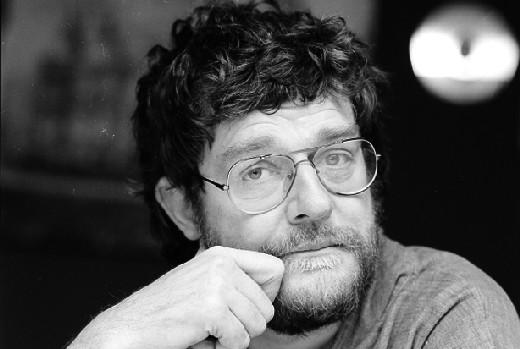
Harrie Geelen

Harrie Geelen (* 10. Januar 1939 in Heerlen, Niederlande) ist ein niederländischer Zeichner, Illustrator, Übersetzer, Fernsehautor und Regisseur.

## Leben
Er schrieb fürs Fernsehen, führte Regie und übersetzte Disney-Filme ins Niederländische. Außerdem illustrierte er viele Bücher z. B. von Annie M.G. Schmidt und von seiner Frau Imme Dros.
1986 erhielt er für seinen Kurzfilm Drawn People den Grand Prix des Tampere International Short Film Festivals. Bekannt wurde er in Deutschland durch das Buch zur Kinderfernsehserie Q & Q aus den 1970er Jahren.

## Auszeichnungen
- 1996 Illustrationspreis für Kinder- und Jugendbücher für Hermann das Kind und die Dinge